# Intifada
Intifada (em árabe: انتفاضة; em hebraico:  אינתיפאדה — também conhecido como Intefadah ou Intifadah. Do árabe انتفض: "agitação"; levantamento, ou levante, em português; "revolta"), é o nome popular das insurreições dos palestinos de Cisjordânia contra Israel. Os objetivos destes levantamentos estão sujeitos a debate: alguns setores assinalam que têm como objectivo combater a ocupação nos territórios ocupados por Israel, outros setores opinam que o objectivo de fundo segue sendo a destruição de Israel e com ela a sua fé dada ao conflito judeu-islâmica. Estes levantamentos estão entre os aspectos que mais influenciaram o desenvolvimento do conflito israelo-palestiniano.
Ambas intifadas foram utilizadas como campanhas de resistência dos palestinos, seguidas de represálias dos israelitas, gerando-se assim um ciclo  de violência inercial de difícil resolução.
O termo surgiu após o levante espontâneo que rebentou a partir de 9 de dezembro de 1987, com a população civil palestiniana atirando paus e pedras contra os militares israelitas. Este levante seria conhecido mais tarde como "Primeira Intifada" ou "guerra das pedras".
Com a recusa de Arafat em aceitar a proposta de paz de Israel, a "Segunda Intifada" palestiniana, também conhecida como a intifada de Al-Aqsa (em árabe:: انتفاضة الاقصى), teve início em 29 de setembro de 2000, no dia seguinte à caminhada de Ariel Sharon pela Esplanada das Mesquitas e no Monte do Templo, nas cercanias da mesquita de Al-Aqsa, em Jerusalém — área considerada sagrada tanto por muçulmanos quanto por judeus. 
Apesar de ter surgido no contexto do conflito israelo-palestiniano, o termo foi utilizado para designar outras ocasiões:
- O levante dos clérigos xiitas contra a ocupação americana no Iraque, em 2003, foi chamado de "Intifada iraquiana".
- Uma intifada ocorreu entre maio e junho de 2005 no Saara Ocidental, território com um governo no exílio e governado pelo Marrocos.
- Os protestos de rua em relação à morte do ex-primeiro-ministro libanês Rafik Hariri e consequente expulsão das tropas sírias do Líbano foi denominado "Intifada da independência" pela mídia local e Revolução de Cedro pela mídia internacional.